# William Bowman

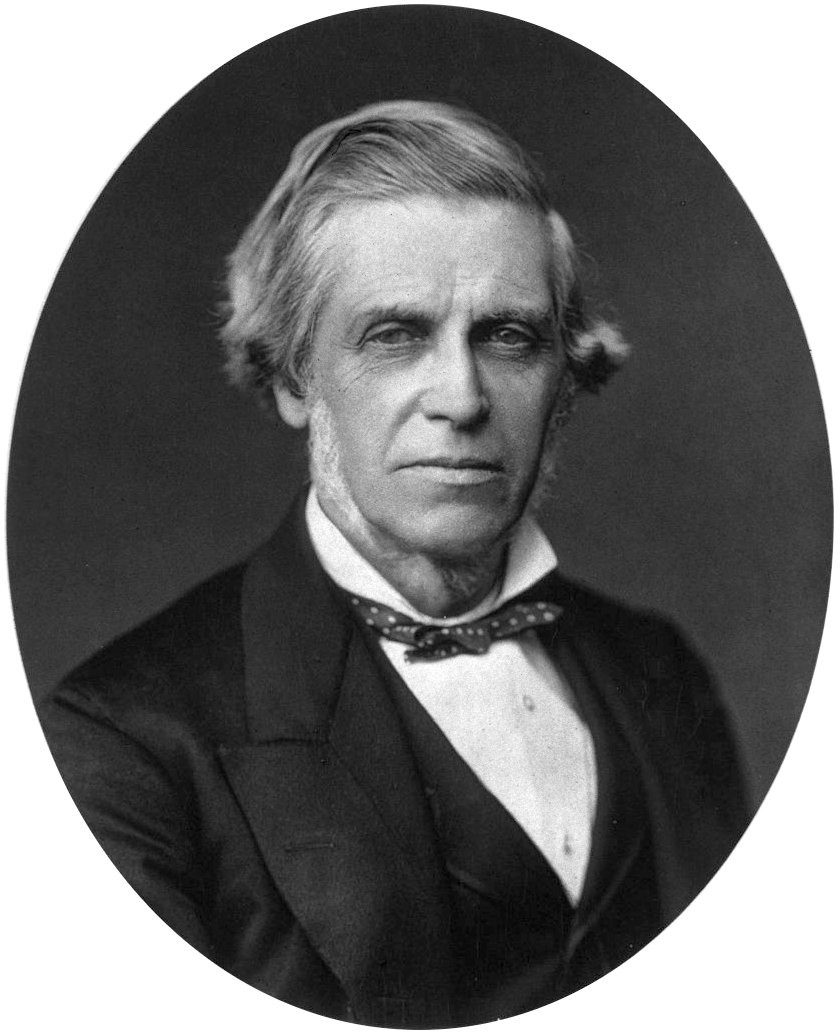
Sir William Bowman

William Bowman (ur. 20 lipca 1816, zm. 29 marca 1892) był brytyjskim chirurgiem, histologiem i anatomem. Jest najlepiej znany ze swoich badań różnych ludzkich narządów przy użyciu mikroskopu, chociaż praktykował również, z sukcesami, jako okulista.

## Życiorys
Urodził się w Nantwich, Cheshire jako trzeci syn bankiera, a zarazem amatora botaniki i geologii. Bowman uczęszczał do szkoły Hazelwood niedaleko Birmingham od 1826. Wypadek w dzieciństwie związany z prochem strzelniczym stał się prawdopodobnie przyczyną jego zainteresowania medycyną. Uczył się zawodu u Josepha Hodgsona w szpitalu w Birmingham od 1832. Opuścił Birmingham w 1837 w celu pobrania dalszych nauk chirurgicznych w King's College London, gdzie pracował jako prosektor pod okiem Roberta Bentleya Todda, profesora fizjologii. 
Jego najwcześniejsza godna uwagi praca dotyczyła struktury mięśni poprzecznie prążkowanych, za którą został wybrany członkiem Royal Society w 1841. W wieku 25 lat zidentyfikował strukturę, która później została nazwana torebką Bowmana.
W 1884, Królowa Wiktoria nadała mu tytuł baroneta. Zmarł w swoim domu, Joldwynds niedaleko Dorking, Surrey w 1892.